# 江门职业技术学院
江门职业技术学院，简称江职院，于2004年7月正式挂牌成立，是一所全日制公办普通高等院校，由原江门教育学院、江门市工业中等专业学校和江门财贸学校组建而成，位于江门西江之滨潮连岛上。学校代码:13711。